# Castell de Holt
El castell de Holt fou un castell medieval situat en la ciutat de Holt, Wrexham, Gal·les. Va començar a ser construït en el segle xiii durant les guerres gal·leses; el castell estava situat en la frontera gal·lesoanglesa a les ribes del riu Dee. Avui dia l'única part existent del castell són les restes de gres a la base. Tanmateix, unes quantes característiques de maçoneria són visibles com la poterna, un contrafort i els fonaments d'una torre quadrada.
En l'edat mitjana, la fortalesa de cinc torres era coneguda com a Castrum Leonis o castell Lyons perquè tenia un lleó com a motiu esculpit en pedra per sobre de la seva porta principal. En el segle xvii, gairebé tot el gres esculpit va ser tret del lloc. El castell va ser construït entre 1277 i 1311, amb gres local a sobre d'un penyal d'uns 12 metres d'alçada. Fou conformat com un pentàgon amb torres a cada cantonada. Va tenir una rampa de pas fins a una porta principal, barbacana, sala interior, poterna i parets de cortina. Hi havia també un fossat d'aigua que era alimentat pel riu Dee.

## Història
El castell de Holt va ser iniciat per Eduard I d'Anglaterra en una base de marès al costat del riu Dee, poc després de la invasió del nord de Gal·les el 1277. El 1282 Eduard I d'Anglaterra va presentar les terres gal·leses, a on Holt es troba, a lleials de John de Warrene, a qui se li va donar també la tasca de completar el castell. El 1311 el castell fou acabat i una ciutat fou planejada just al costat per a l'ús dels colons anglesos.
Un segle més tard, les forces gal·leses van cremar la ciutat l'any 1400 durant la revolta d'Owain ap Gruffydd, tot i que el castell no va ser agafat.

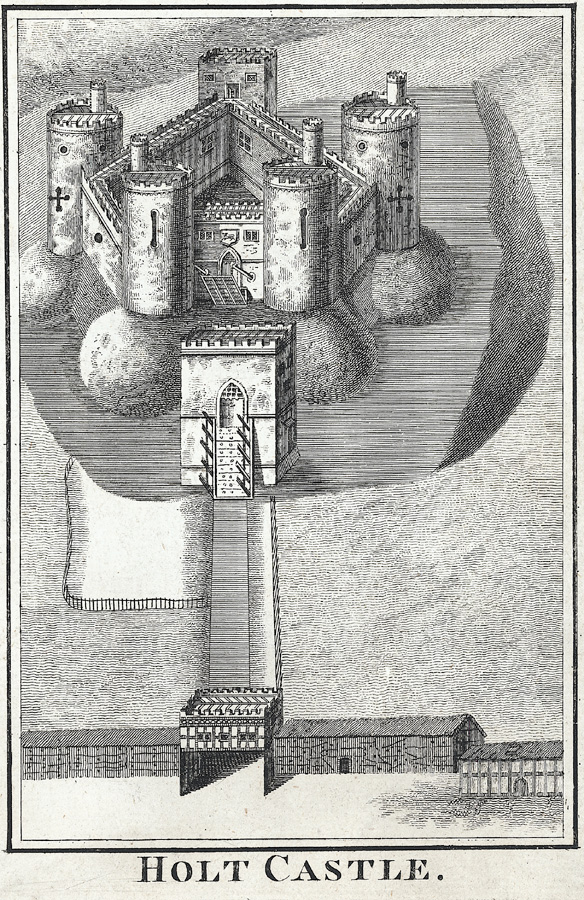
Castell de Holt

Durant el segle xvi el castell de Holt va caure en desús i ruïna. A l'època elisabetiana, el topògraf anglès John Norden va estudiar el castell i va anotar que es trobava en decadència.
Durant la major part de la Primera Guerra civil anglesa, Holt fou guarnida per les tropes reialistes. Va ser capturat pels parlamentaristes el 1643, però fou represa pels reialistes en la primavera de 1644. Després d'haver-se rendit, tretze de la guarnició parlamentària van ser morts i els seus cossos van ser-ne llançats a la fossa. El gener 1647, després d'un setge que va durar nou mesos, el governador reialista, sir Richard Lloyd', va rendir Holt al comandant parlamentarista Thomas Mytton (després de la rendició de Holt el Castell de Harlech era l'únic bastió a Gal·les encara sota control reialista i va caure a Mytton el març d'aquell any). Després de la rendició, el coronel Roger Papa va ser nomenat governador parlamentari de Holt. Per ordre del Parlament, Holt va ser rebutjat més tard.
Entre 1675 i 1683 la major part del castell va ser portat per sir Thomas Grosvenor, tercer baronet d'Eaton, que va utilitzar barcasses per a transportar riu avall la pedra per reconstruir la sala Eaton després de la Guerra Civil anglesa. En el segle xviii tot el que quedava del castell de Holt era part d'una torre i un edifici de planta rectangular. Tot i això, Anne Pytts, anteriorment comtessa de Coventry, va morir aquí.